# Joe Dassin
Joseph Ira Dassin (New York, SAD, 5. studenog 1938. – Papeete, Tahiti, 20. kolovoza 1980.),  američki glazbenik, pjevao na francuskom jeziku. 

## Životopis
Dassin je rođen u New Yorku od oca Jules Dassina, židovskog glumca i film noir redatelja i majke Béatrice Launer. Djetinjstvo je proveo u New Yorku i Los Angelesu.  Nakon što mu je otac proganjan u anti-komunističkoj kampanji senatora Josepha McCarthyja, selio se s obitelji od mjesta do mjesta diljem Europe. Po svršetku školovanja na Institutu Le Rosey u Švicarskoj, Dassin se vratio u SAD gdje je studirao na Sveučilištu u Michiganu. Potom se ponovno vratio u Francusku gdje je radio na radio postaji i počeo snimati svoje prve pjesme.
Ranih 1970-tih Dassin je postigao zapažen glazbeni uspjeh i postao vrlo poznat. Vjerojatno u znak priznanja lijevoj orijentaciji njegovih roditelja, Dassinovi su albumi objavljeni i u tadašnjem Sovjetskom Savezu. Joe Dassin bio je i talentirani poliglot koji je snimao pjesme na njemačkom, španjolskom, talijanskom i grčkom, kao i na francuskom i engleskom jeziku. 
Umro je od srčanog udara za vrijeme odmora na Tahitiju dana 20. kolovoza 1980. i pokopan u Hollywoodu. 

## Pjesme
- Les Champs-Élysées
- Bip-Bip
- Les Dalton
- L'été indien
- Siffler sur la colline
- À toi
- Et si tu n'existais pas
- Si tu t'appelles mélancolie
- L'équipe a Jojo
- La ligne de ma vie
- A chacun s chanson
- Ça va pas changer le Monde
- Fais la bise à ta maman
- La dernière page
- Sylvie
- Guantanamera
- Le moustique
- Le chemin de papa
- Le petit pain au chocolat
- Le Jardin du Luxembourg
- Le Café des trois colombes
- Salut les amoureux
- Le dernier slow

## Diskografija
- Albumi, singlovi i kompilacije
- Joe Dassin - katalog pjesama

## Vanjske poveznice
- Joe Dassin (en.)
- Biografija (fr.)